# Аллоферон
Аллофероны — семейство цитокиноподобных пептидов иммунной системы насекомых, способных специфически корректировать механизмы антивирусного и противоопухолевого иммунитета человека и других млекопитающих.

## История
Аллофероны были открыты доктором биологических наук, академиком РАЕН С. И. Чернышом из НИИ Биологии Санкт-Петербургского государственного университета. Эти вещества были выделены из личинок мух семейства Calliphoridae, которые еще с древних времён использовались для заживления и стерилизации ран (личинкотерапия). Во времена Крымской войны этих личинок активно использовал хирург Н. И. Пирогов.
В настоящее время аллофероны получают путём химического синтеза, что значительно удешевляет их производство и делает эту группу препаратов доступной массовому потребителю.

## Свойства Аллоферонов
Аллофероны, наряду с антивирусной активностью, обладают противоопухолевым действием, впервые обнаруженным в опытах на животных с трансплантированными опухолями.
Каким образом аллоферон-1 помогает при вирусной инфекции? Проиллюстрируем это на примере вируса герпеса.
Известно, что вирусы обладают иммуносупрессивным действием. Например, при герпесвирусной инфекции его механизм таков:
Патогенез иммуносупрессивного действия вируса герпеса.
В противовирусной защите организма участвуют:
1. Факторы неспецифической защиты, уничтожающие или блокирующие вирусы:
  1. макрофаги и другие клетки-продуценты интерферонов альфа, бета и гамма (ИФН-α, -β, -γ),
  2. ряд интерлейкинов (ФНО, ИЛ-6 и др.),
  3. NK-клетки,
  4. ряд белков плазмы крови
2. Факторы-клетки, формирующие специфический иммунный ответ против конкретного вируса (включая клетки памяти):
  1. цитотоксические Т-лимфоциты (CD4+ и CD8+ лимфоциты) и В-лимфоциты, ответственные за продукцию специфических антител, блокирующих репликацию вируса и блокирующие «свободные», то есть расположенные вне клетки, вирусы.

Для адекватного функционирования этих клеток и поддержания противовирусного иммунного ответа необходима соответствующая продукция ИФН и ИЛ.
Вырабатываемый различными клетками интеферон тормозит транскрипцию вирусного генома в клетке-хозяине и препятствует трансляции вирусной мРНК, что снижает вирусемию и облегчает процесс элиминации, а также способствует адекватному иммунному ответу на внедрение вируса в организм.
Известно, что иммуносупрессию при герпетической инфекции вызывают следующие факторы:
- прямое повреждающее действие вируса на клетки иммунной системы (лимфоциты, макрофаги и натуральные киллеры (NK);
- угнетающее влияние на иммунную систему растворимых факторов вирусного или клеточного происхождения, высвобождаемых из инфицированных вирусом клеток;
- уменьшение экспрессии HLA-DR (HLA-DR — белок-индикатор отсутствия вируса в клетке) на пораженной клетке, что приводит к нарушению распознавания инфицированных клеток цитотоксическими лимфоцитами CD8+ (Т-киллерами) и снижению их активности;
- некоторые белки ВПГ блокируют активацию системы комплемента по классическому и альтернативному путям (иммуносупрессия неспецифической защиты).

Прямое цитопатогенное действие вирусов на иммунокомпетентные клетки заключаются в том, что антигены вирусов индуцируют поликлональную активацию лимфоцитов и усиливают их апоптоз, зараженные лимфоциты становятся мишенями для ЦТЛ, снижается эндогенная продукция ИЛ-2, функция NK-клеток. Часто рецидивирующая вирусогерпесная инфекция может сопровождаться нарушением соотношения и функциональной активности основных субпопуляций лимфоцитов, различными дефектами гуморального звена иммунитета, незавершенностью фагоцитоза. Имеются данные о снижении у части больных в момент рецидива уровня и/или активности NK-клеток, продукции кислотолабильного ИФН (со сниженной противовирусной активностью) или угнетении способности лейкоцитов к синтезу ИФН.
NK-клетки представляют собой популяцию лимфоцитов, происходящих из костно-мозговых предшественников. На поверхности NK-клетки есть киллингактивирующий (КАР) и киллингингибирующий (КИР) рецепторы. Предполагается, что NK узнают определенные структуры высокомолекулярных гликопротеинов, которые экспрессируются на мембране инфицированных вирусом клеток, с помощью КАР. Увеличение экспрессии КАР происходит под влиянием цитокинов. В результате узнавания клетки-мишени и сближения с ней натуральные киллеры активируются и содержимое их гранул (перфорин) выбрасывается во внеклеточное пространство. Перфорин встраивается в мембрану клетки-мишени и образует трансмембранную пору, что приводит к гибели клетки. NK-клетки способны лизировать клетки, инфицированные другими внутриклеточными возбудителями, а также некоторые опухолевые клетки. К тому же они продуцируют и секретируют некоторые иммунорегуляторные цитокины (ИФН, ИЛ-1, ИЛ-2, лимфотоксин). Активность NK-клеток не имеет обычной иммунологической специфичности, проявляется еще до включения факторов специфической иммунной защиты и находится под контролем, прежде всего ИФН, ИЛ-2, β-эндорфина и, в меньшей степени, вирусных продуктов и иммунных комплексов. При герпетической инфекции нарушается способность NK-клеток распознавать на инфицированных вирусом клетках антигенные структуры, что может быть обусловлено их маскировкой или утратой.
У больных герпесом снижена продукция эндогенного интерферона, активность натуральных киллеров и антителозависимая клеточная цитотоксичность, снижено абсолютное число и активность Т-лимфоцитов (СД3+ и СД4+ клеток) и нейтрофилов, повышено количество иммунных комплексов. Выявленные нарушения иммунитета сохраняются как в фазе рецидива, так и в фазе ремиссии.

## Фармакодинамика
Аллофероны способствуют:
- индукции синтеза эндогенных интерферонов;
- активации системы естественных киллеров;
- стимуляции распознавания и лизиса дефектных клеток цитотоксическими лимфоцитами;
- действует в месте размножения вируса

Индукция синтеза эндогенного ИФН способствует:
- формированию резистентности интактных клеток к вирусу;
- активации гуморального и Т-клеточного иммунитета;
- стимуляции неспецифической резистентности организма.

## Механизм действия
Активация системы естественных киллеров происходит в результате индукции синтеза эндогенного ИФН, который способствует увеличению экспрессии КАР NK-клеток и улучшения их функционирования. Последнее проявляется в виде усиления распознавания вирусных антигенов и инфицированных клеток натуральными киллерами. Происходит инфильтрация очага поражения иммунокомпетентными клетками (NK-клетки, нейтрофилы и др.) и эффективный лизис пораженных вирусом клеток.
Стимуляция распознавания и лизиса дефектных клеток цитотоксическими лимфоцитами.
Механизм действия препарата качественно отличает его от используемых в настоящее время. Связываясь с наружными рецепторами лейкоцитов, он стимулирует распознавание вирусных антигенов. В отсутствие чужеродных антигенов и патологически измененных клеток стимулированные лейкоциты сохраняют нормальный уровень активности. Это позволяет локализовать действие препарата в очаге поражения.

## Фармакокинетика
Аллоферон быстро проникает в кровь, где взаимодействует с иммунокомпетентными клетками. Повышение уровня интерферона отмечается уже через 2 часа после введения препарата и сохраняется на высоком уровне (в 2-2,5 раза выше обычного фонового) на протяжении 6-8 ч с достижением исходных значений к концу суток. Повышенная функциональная активность естественных киллеров наблюдалась на протяжении 7 дней после введения препарата.

## Применение
- острый и хронический рецидивирующий герпес I и II типа;
- хроническая папилломавирусная инфекция, вызванная онкогенными вирусами папилломы человека
- комплексная терапия вирусных, бактериальных и смешанных инфекций.

Препарат вводят подкожно. Дозу (0,1 мг, 1 мг, 10 мг) определяют в зависимости от тяжести течения заболевания. В качестве растворителя используют 0,9 % раствор хлорида натрия.
Герпетическая инфекция: инъекции по 1 мг через день, на курс лечения 3 введения. В случае недостаточной эффективности и при отсутствии побочных эффектов во время лечения следующего рецидива рекомендовано вводить 10 мг через день, 1-3 инъекции. В случае тяжелого течения рецидива при первом использовании допустимо введение 10 мг через день, 3 инъекции. При частоте рецидивов менее 6 в год и длительностью менее 5 дней, а также у больных с повышенной чувствительность к препарату в дозе 1 мг при первом введении, рекомендуется применение препарата в дозе 0,1 мг через день, на курс лечения 3 инъекции.
Вирусные, бактериальные и смешанные инфекции: инъекции в дозе 1 мг через день. На курс лечения 3 введения.

## Побочные явления
В отдельных случаях возможны слабость, головокружение, появление новых элементов сыпи (при герпетической инфекции).

## Противопоказания
Гиперчувствительность к препарату, беременность и грудное вскармливание (на время лечения прекращают), дети, выраженные аутоиммунные заболевания.
Аллоферон не обладает общей токсичностью, аллергенными свойствами, мутагенным и канцерогенным действием, не оказывает эмбриотоксического действия и не влияет на репродуктивную функцию.